# 創業工場
創業工場（英語：Startup studio），也稱為創業工作室、創業鑄造廠或是風險創業工作室，指的是其運作模式、文化、性質上像是在創業一樣的企業建立模式。此模式通常以持續創造多個新創事業為主要存在目的，致力於將創造出來的新創事業打造為足以獨立運作、持續營運的後繼公司。 
這類風格的企業建立模式亦可稱為「平行創業法」。

## 主要類型
常見的創業工場有以下幾種類型：

### "建造型"創業工場
建造型創業工場的發展專案，通常源自其關係企業或投資組合公司內的點子，由創業工場專注於將該點子發展為新創事業。此模式特別知名的案例如 eFounders、Pioneer Square Labs、 以及 Rocket Internet.

### "投資型"創業工場
投資型創業工場對外招募早期階段的新創事業加入，並提供資金及專業知識以協助其成長。像是Betaworks及[Science Inc.]即屬此類型。
某些創業投資公司的發展模式也非常接近投資型創業工場，他們藉由相當操作性的手段影響他們所投資的公司之營運管理，例如Andreessen Horowitz或GV即屬此類。但是，這種參與模式通常僅限於某些領域，例如人力招募、募資或是公共關係等。

### "育成型"創業工場
育成型創業工場是同時提供財務投資及專家團隊並藉此取得新創團隊股權，並且會實質參與經營發展的種子加速器。

## 概觀

### 商業模式
創業工場的定位經常與育成中心、種子加速器或是有參與經營管理的創投公司有所混淆。
創業工場的營運模式主要有三個重要的定義：
- 創業工場專注於創造新創公司

與育成中心或創投公司不同，創業工場的主要目標是從頭建構一家新創企業，這意味著要花費一定的時間、精力與資源，在一段持續的期間對特定專案進行營運發展。
- 創業工場會不斷重複且持續地進行創造新創公司的流程

創業工場的重點之一是快速開發產品原型。創業工場通常會同時啟動多個專案、多個新創公司，而非一次僅專注在一個專案。
- 創業工場建立基礎建設，以實現更有效率的風險創業流程

創業工場擁有由各種資源彙總所構成的創業基礎架構，包括技術工具、管理流程以及跨領域的團隊。創業工場運用自己所培養的團隊，持續打造不同的專案藉此累積實戰經驗，並且反覆地使用既有的創業基礎架構、軟體以及最佳實踐等既有資產。

### 在早期創業環境中的特性
早期創業環境中的創業工場
創業工場根據其提供的團隊能力與財務方面的支持，在創業環境中具有特殊的產業角色：
- 育成中心及加速器致力於為他們所篩選的新創企業提供導師資源、經營建議以及指導，提供給新創團隊的資源屬於人力資本。
- 創業工場提供高水準的人力資本以及部分的財務資本，致力於運用自己的團隊來發展出多個新創事業，並各新創事業發展過程中挹注有限的資金。
- 天使投資人和早期風險投資人通常更關注財務資本方面的資源挹注，他們通常提供資金來協助其投資組合中的新創公司發展或合作，有時會提供一些指導與戰略上的建議。